# Brankovice
Brankovice település Csehországban, Vyškovi járásban. Brankovice Kunkovice, Koryčany, Dobročkovice, Nemochovice, Malínky, Nemotice, Nesovice, Kožušice és Mouchnice településekkel határos. Lakosainak száma 889 fő (2024. január 1.).

## Népesség
A település lakosságának változását az alábbi diagram mutatja:
| Lakosok száma | 866  | 966  | 1071 | 1001 | 883  | 893  | 885  | 889  | 877  | 889  |
|               | 1869 | 1900 | 1921 | 1961 | 1980 | 2011 | 2016 | 2019 | 2021 | 2024 |